# Comissió d'Indústries de Guerra
La Comissió d'Indústries de Guerra, també coneguda per les sigles CIG, fou l'organisme endegat per la Generalitat republicana el 7 d'agost de 1936 amb l'objectiu d'organitzar i coordinar els esforços de totes les instal·lacions de producció d'armament per abastir l'exèrcit republicà durant la Guerra Civil espanyola. La Comissió va restar operativa a Catalunya fins a l'11 d'agost de 1938, quan va ser del tot intervinguda pel govern republicà després d'anar-li restant competències des dels Fets de Maig.
L'any 1936 Catalunya pràcticament no disposava de cap tipus d'indústria bèl·lica. Amb l'esclat de la Guerra Civil espanyola, de forma autònoma, alguns tallers i fàbriques van començar a produir armament. L'esforç però, en la majoria dels casos, fou ineficient i estèril. Per arreglar-ho es va crear la CIG, encapçalada pel Conseller de Finances Josep Tarradellas, amb l'objectiu de canalitzar aquesta empenta en quelcom efectiu. Per això es va prohibir la producció artesanal d'armes, es va controlar la producció de les indústries reconvertides i es va projectar nova infraestructura industrial militar, sobretot química. A gran escala la Comissió es va organitzar en seccions principals, dedicades directament a la producció d'armes o equipament, i seccions auxiliars, dedicades a l'obtenció de primeres matèries, semielaborats o maquinària a l'estranger.
Els resultats de la Comissió d'Indústries de Guerra van ser diversos segons les fàbriques, algunes aconseguint produccions molt satisfactòries i d'altres no arribant a produir en sèrie. En total es calcula que pel conjunt de la CIG van treballar-hi entre 50.000 i 80.000 persones, entre ocupació directe i auxiliar, en uns 500 tallers i fàbriques. Amb l'apropiació per part del govern republicà la producció va decaure perceptiblement.

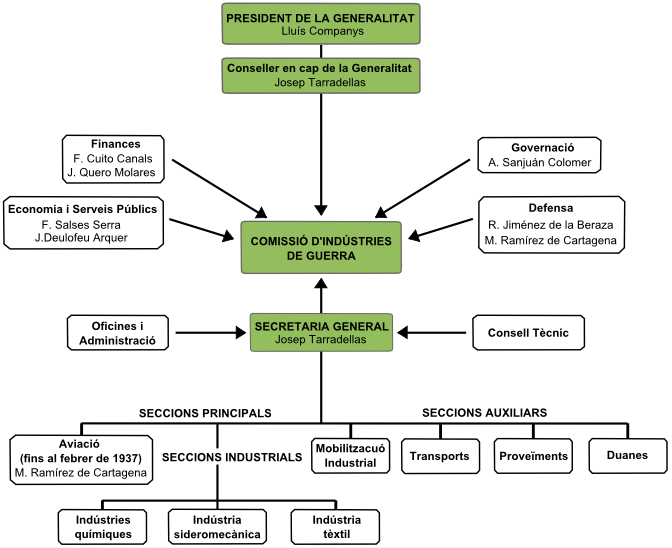
Organigrama de la Comissió d'Indústries de Guerra.

## Història
El 17 de juliol de 1936 va començar la Guerra Civil espanyola i Catalunya va guanyar als rebels i es va mantenir fidel a la República. Però a territori català pràcticament no hi havia indústries bèl·liques, i molts treballadors, conscients de les necessitats del front i empesos per l'esperit revolucionari del moment, van decidir per iniciativa pròpia començar a fabricar armes i material pels soldats. Aquesta ràpida espontaneïtat, però, tenia una eficiència molt reduïda. Per aconseguir que aquestes iniciatives fossin efectives es va crear el 7 d'agost de 1936 la CIG, que es va fer efectiva per decret de la Generalitat, el 12 d'agost. Al Butlletí Oficial de la Generalitat apareixia el següent:
| «                                                         | A proposta del conseller d'Economia i Serveis Públics [Josep Tarradellas] i d'acord amb el Consell Executiu, Decreto: art. 1r. És creada la Comissió de la Indústria de Guerra, la qual tindrà al seu càrrec totes les activitats de fabricació, distribució de les adquisicions, control i experimentació tècnica del material i tots els aspectes referents a la mobilització industrial. En conseqüència dependran de la dita comissió totes les fàbriques, tallers, laboratoris i centres de mobilització industrial i experimentació tècnics de l'armament i material de guerra que hagin estat objecte de confiscació o intervenció per part de la Generalitat a aquest efecte".... | » |
| — Butlletí Oficial de la Generalitat (12 d'agost de 1936) | |   |

La Comissió d'Indústries de Guerra de Catalunya estava dirigida per un Consell d'Indústries de Guerra, format per 8 homes, i tenia com a Secretari General el que aleshores era Conseller de Finances: Josep Tarradellas i Joan. Encarregats de diferents tasques els Consellers d'Indústries de Guerra eren nomenats pels Consellers de la Generalitat. El repartiment era el següent:
- Secretaria General: Josep Tarradellas. Responsable de la Comissió d'Indústries de Guerra des dels inicis fins al cessament.
- Defensa: Ricardo Jiménez de la Beraza i Miguel Ramírez de Cartagena Marcaida. El primer era un militar d'artilleria i va ser una peça clau de l'organització de la Comissió, va dedicar-s'hi fins a la intervenció del govern republicà. Miguel Ramírez era comandant d'aviació i per això el van fer responsable de la secció d'aviació de la Comissió fins que va ser detingut a València el juny del 1937.
- Economia i Serveis Públics: Francesc Salsas Serra, director de la CROS de Lleida, i Joan Deulofeu i Arquer, enginyer i alcalde de Badalona entre 1934 i 1936.
- Finances: Ferran Cuito Canals, enginyer i polític, i Josep Quero i Molares, jurista i polític.
- Governació: Alfred San Juan i Colomer, pilot militar i professor d'aeronàutica.

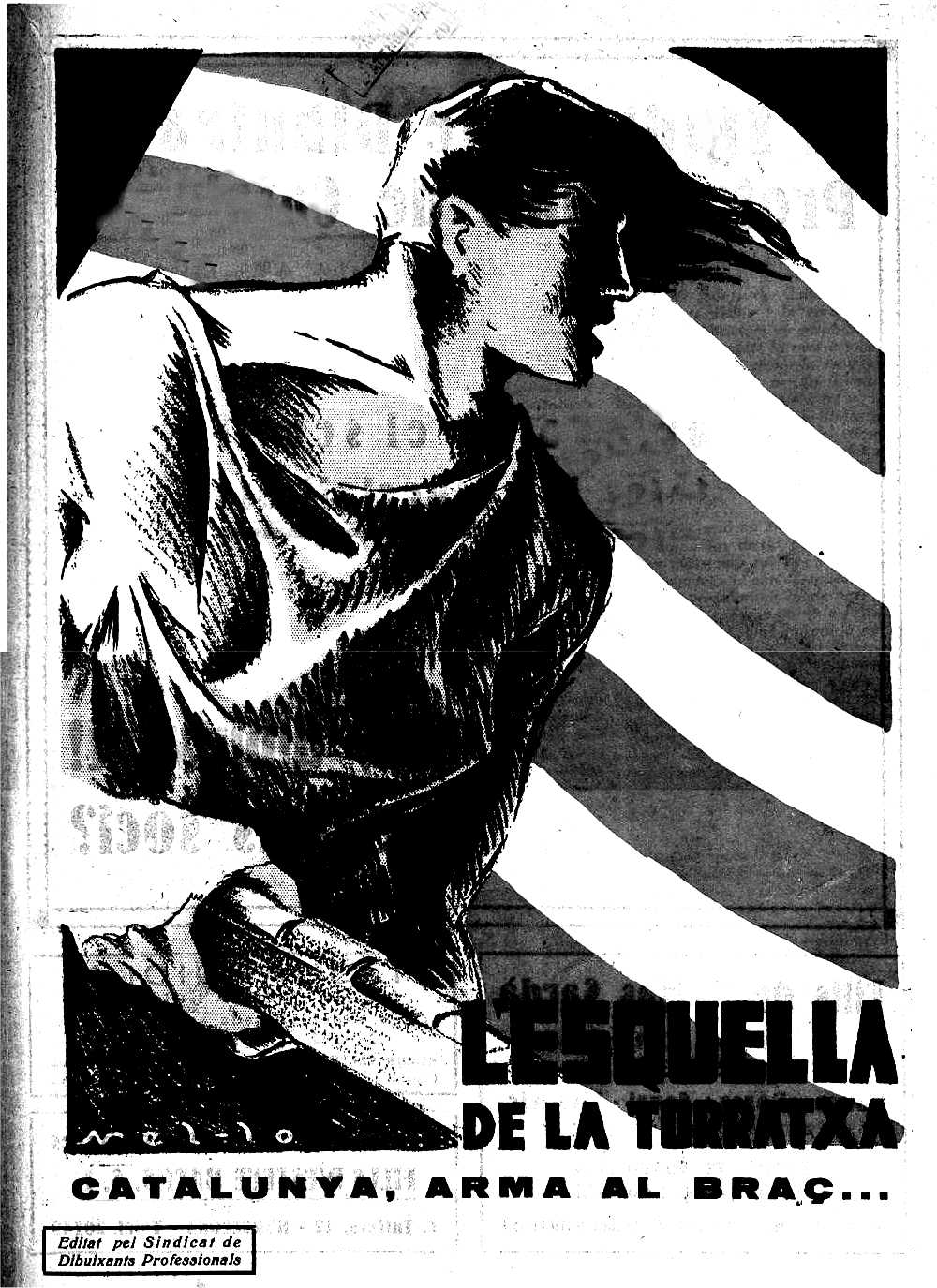
Dibuix de l'Esquella de la Torratxa del 13 novembre 1936 amb el lema: Catalunya, arma al braç...

A més a més, és molt destacable l'actuació d'Eugenio Vallejo, formant part de la Comissió com a representant del Conseller d'Economia. Sindicalista de la CNT, era peça indispensable per resoldre els conflictes amb els obrers.
La tasca de la CIG es va repartir en tres seccions: la d'aviació, la siderometal·lúrgica i la química. Els seus responsables, respectivament, eren Miguel Ramírez de Cartagena, Eugenio Vallejo i Francesc Salsas Serra (que abandonaria el càrrec el febrer del 37).
Aquest Consell, on hi tenien representació totes les faccions polítiques de Catalunya, va estar en conflicte constant amb el govern republicà. Amb els Fets de Maig el Consell va canviar d'acord amb els canvis polítics i la voluntat de l'Estat d'ocupar-se de la producció militar va augmentar.
La primera maniobra de la República fou la creació de la Subsecretaría de Armamento, que envaïa part de les competències de la CIG. Aquesta invasió de competències va prosseguir l'octubre del 37 quan la República intervé totes les fàbriques i tallers col·lectivitzats que no són propietat de la Generalitat. Amb això, el dens teixit que s'havia format va quedar esquinçat. En algunes coses la Subsecretaría va actuar correctament, com en la suspensió de la producció dels camions blindats, que poc servien en combat camp a través. Però el menyspreu mostrat envers la producció que es realitzava suposà un cop pels treballadors que no tornarien a produir a la mateixa velocitat ni amb el mateix entusiasme.
Finalment l'11 d'agost de 1938 per decret, tot i l'oposició de la Generalitat i el fet que no hi havia cap motiu clar, fins i tot les 15 fàbriques de la Comissió passarien a jurisdicció i direcció de la Subsecretaria d'Armament i Municions espanyola.

## Les fàbriques
La CIG va organitzar, per la producció d'armes, una dens teixit industrial de mig miler de tallers i fàbriques a més a més de laboratoris a tot el territori català, sense tenir en compte les que eren propietat de l'estat espanyol. Les empreses sota control de la CIG es podien apropiar, intervenir o coordinar, segons el cas i d'acord amb el Comitè Obrer de Control. L'obra de la CIG es va centrar, sobretot, al camp metal·lúrgic i químic.
En global, les reconversions industrials de més èxit foren les que passaren de produir: articles d'escriptori, bicicletes, tubs de llautó per perfumeria, pintallavis… a manufacturar cartutxeria. Moltes de les fàbriques i tallers en un any van arribar a quotes de fabricació de fins a 1 milió mensual de cartutxos. Els problemes més grans que va haver d'afrontar la Comissió van ser la irregularitat de la matèria primera i la manca de divises.

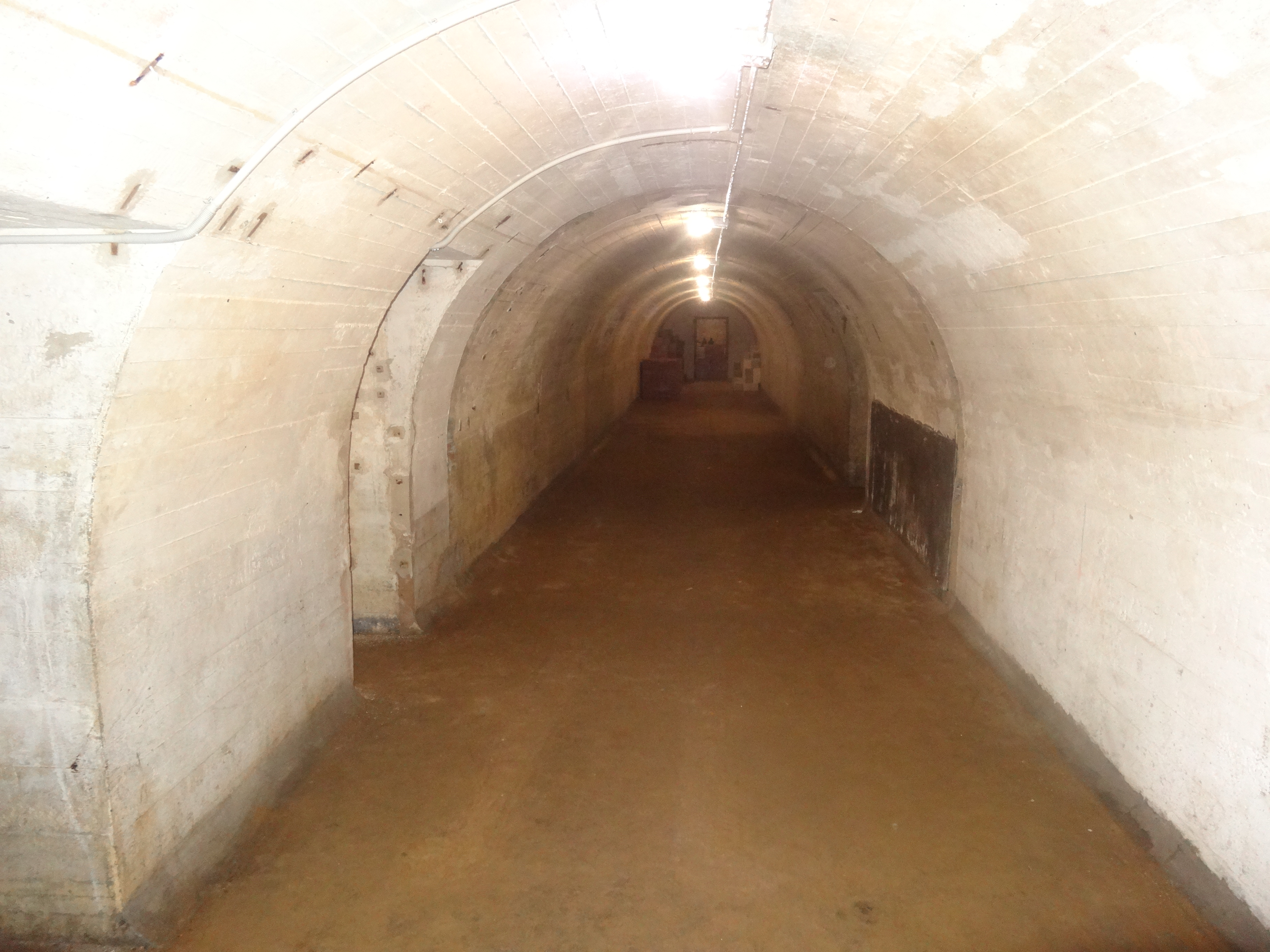
La indústria de guerra catalana sovint era objectiu dels bombardejos feixistes. A la fàbrica Elizalde es va construir un refugi antiaeri per protegir-se'n.

Les fàbriques intervingudes per la CIG, i el nombre d'obrers que hi treballaven, a Barcelona van ser: Elizalde (400 operaris), Foret (440), Fàbrica Riviere (1.200), Maquinista Terrestre i Marítima (1.279), Material para Ferrocarriles y Construcciones (1.500) i Hispano Suiza (1.500). A la resta de Catalunya es van intervenir l'Electroquímica de Flix (650), Pirelli (1.500) i la CROS de Lleida.
Les fàbriques i tallers coordinats per la CIG van ser molts més. Amb més de 200 treballadors a Barcelona hi havia: Orfeó Sincrònic (212), Compañía del Gramófono Odeón (223), Altos Hornos de Cataluña (241), Industrias Lacambra (262), Labora Talleres Confederales núm. 1 (294) i Metales y Platería Ribera (508). A la resta del territori català, de més de 200 operaris, es van coordinar les empreses següents: Comité Metalúrgico de Torelló (312), Casa Bacas (332), Casa Serra (385) i Talleres G. de Andreis (631).

### Les 15 fàbriques de la CIG
Les empreses directa i totalment controlades per la CIG, algunes de creades i d'altres requisades, però totes de propietat de la Generalitat, van ser les 15 fàbriques següents:
- Fàbrica número 1 (F-1). L'activitat principal era la fabricació d'octanol. Instal·lada el juliol de 1936 a Badalona estava formada en part per l'empresa Unión Española de Explosivos, al carrer Eduard Maristany, 355. Un dels principals esforços de la Comissió de la Indústria de Guerra va ser la d'aconseguir fabricar tetraetilplom, un compost necessari per etilar la gasolina i fer-la més apta pels motors d'aviació. El 7 d'agost de 1936 es va realitzar una petició al Laboratori de Química Orgànica de l'Escola d'Enginyers Industrials de Barcelona perquè provés d'aconseguir dibrom-1-2-età, que van aconseguir posteriorment. El dibrom-1-2-età s'ha de mesclar amb el tetraetilat de plom i amb monocloronaftalè per obtenir octanol, també anomenat fluid etil, que consumien els avions de combat de l'època com a antidetonant millorant-ne el rendiment. Hi treballaven 21 obrers i la producció va ser bona. Fins al 31 d'octubre de 1937 es van elaborar 1.293,90 kg d'octanol (1.146 litres), 4.342,5 kg de clorur d'etil i 1.110,175 kg de tetraetilat de plom pur.[11]

- Fàbrica número 2 (F-2). La seva activitat se centrava a elaborar natamita, pólvora i metxes. Va iniciar la producció el novembre de 1936, era al carrer Parcerisa de Barcelona a tocar de l'Hospitalet. Va ser difícil començar la producció, faltaven mobles i era una cosa mai abans fabricada a Catalunya. El primer mes es van produir 3.000 kg de natamita però va augmentar mes rere mes i l'octubre de 1937 se'n van arribar a elaborar 38.000 kg. A més a més, també fabricava pólvora per fusells i corregia pólvores en mal estat provinents de fora de Catalunya. En total hi havia uns 400 treballadors i van arribar a produir vora 300.000 kg de natamita, 20.000 kg de pólvora, 100.000 kg de càrregues i 800.000 metres de metxa. La F-2 estava subdividida en 7 seccions:[12]

1. Preparació del cotó per nitrar.
2. Nitració del cotó.
3. Afinament del cotó pólvora.

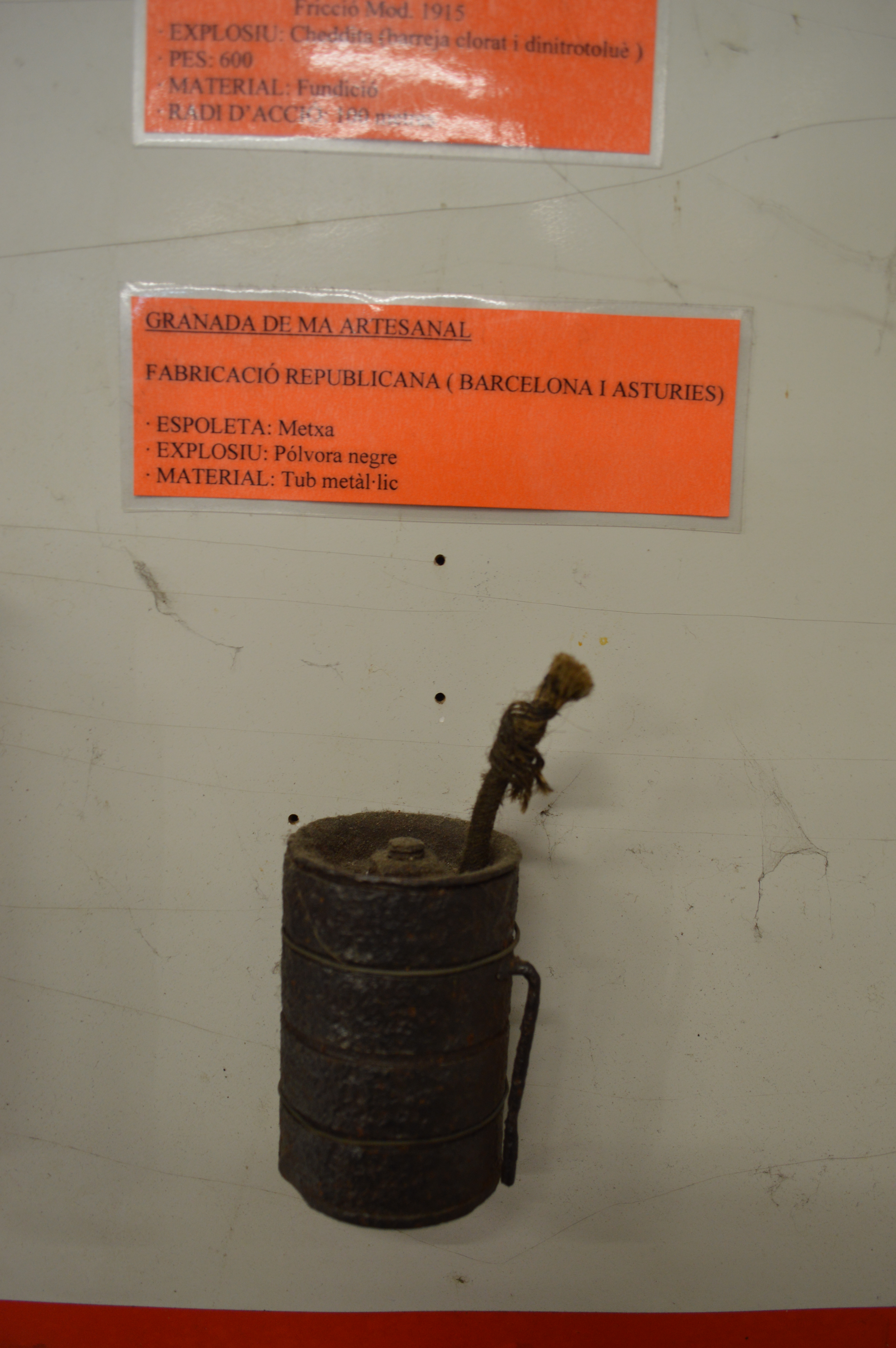
Granada artesanal carregada amb pólvora negra i amb metxa per a l'encesa, possiblement fabricada a Catalunya.

4. Producció de les diferents pólvores, per canó, fusell, morter...
5. Fabricació de natamita.
6. Preparació de càrregues.
7. Elaboració de metxes.

- Fàbrica número 3 (F-3). Principalment realitzava trinitrotoluè (trilita). Va començar a funcionar l'agost de 1936, ubicada al carrer Niño al Districte de Sant Andreu. Treballava amb estreta relació amb la F-9; tant a una com a l'altra, per les baixes mesures de protecció, hi van haver-hi accidents amb morts i ferits.[13] Inicialment produïa 4.000 kg de trinitrotoluol amònic i tetralita i va augmentar fins a 56.000 kg l'abril de 1937. Els seus 150 treballadors també van elaborar nous productes com la dinitronaftalina, mononitronaftalina, àcid pícric o el trinitrotoluol.[14]

- Fàbrica número 4 (F-4). La seva activitat principal fou la producció de cel·lulosa a partir de l'espart, més barat que el cotó, per fabricar posteriorment trilita o pólvora. Confiscació de l'empresa Papelera del Fluvià S.A. es va controlar a finals del 36 i va començar a produir, amb 224 obrers, després d'una remodelació. Estava instal·lada a Can Porxas, a la Canya d'Olot.[15]

- Fàbrica número 5 (F-5). Destinada a l'elaboració de gasos tòxics. Adaptació d'una fàbrica de colorants del tèxtil situada a la Farga de Queralbs, al Ripollès. Estava dirigida per un químic, professor d'institut, anomenat Francesc Sánchez Mur i hi treballaven 199 persones. Va ser l'únic intent de col·laboració amb una fàbrica de fora de Catalunya, a la Marañosa, vora Madrid, que havia hagut d'aturar-se i traslladar-se a causa de la proximitat al front. Hi va haver discrepàncies entre Francesc Sánchez i el director de la Marañosa, ja que aquest segon volia dur els treballadors madrilenys a la F-5 argumentant que treballadors no qualificats no podrien produir el material a temps de participar en la guerra. No va arribar a produir gasos tòxics en sèrie. Sembla que en aquest cas, a diferència dels altres, sí que es demanava un cert secretisme sobre la naturalesa del que es feia dins la fàbrica.[16]

- Fàbrica número 6 (F-6). Com la F-5 buscava produir substàncies tòxiques. De nova creació ubicada a la Mambla d'Orís, Torelló (Osona). Dirigida també per Sánchez Mur es va cancel·lar sense haver arribat a produir.

- Fàbrica número 7 (F-7). Dedicada a la producció de cartutxeria i peces d'artilleria (morters). Situada al carrer Dènia de Barcelona. Va ser creada per la CIG.[17] Juntament amb la F-12, de capacitat de producció i característiques similars, van ser de les més ràpides i efectives. Els seus 186 operaris van arribar a produir 9 milions de cartutxos en un mes.[18]

- Fàbrica número 8 (F-8). Inicialment destinada a la producció de coets d'il·luminació/senyals terrestres i d'aviació, posteriorment se'n va ampliar la producció a bombes. Tot i les rudimentàries instal·lacions, va començar a funcionar el desembre de 1936 i el juny de 1937 va iniciar també una línia de bombes. Estava localitzada a l'Hospitalet de Llobregat, al barri de la Torrassa. Amb 25 treballadors, la producció fins al 31 d'octubre de 1937 va ser de 8.945 coets d'il·luminació, 1.500 coets de senyals i 7.179 bombes.[19]

- Fàbrica número 9 (F-9). S'ocupava de carregar bombes de mà i treballava en conjunt amb la F-3. Estava ubicada al carrer Llull de Poblenou (Barcelona). Fins a l'octubre de 1937 es van carregar més de 2.000.000 de granades i al magatzem hi havia 2.000.000 més de carcasses sense carregar; per fer-les es van necessitar 4.000 tones de fosa d'acer. En total hi treballaven 142 operaris.[20] El muntatge, que constava de 23 peces, era complicat i perillós i va provocar entre el setembre del 36 i el març del 38 un total de 8 morts i 7 ferits.[21]

- Fàbrica número 10 (F-10). Estava dividida en dues instal·lacions. La instal·lació nº1 estava ubicada a Ca l'Aranyó, a Cardona (Bages). Era una explotació de clorat potàssic. La instal·lació nº2 era a les Mines de Súria (Bages) i extreia brom. Les produccions van ser molt escasses tot i donar feina a 50 obrers.

- Fàbrica número 11 (F-11). Va ser una important i moderna factoria dedicada a l'elaboració d'explosius primaris, enceps, estopins, espoletes i projectils. Instal·lada al carrer Enric Sanchís, a Gramenet de Besòs (l'actual Santa Coloma de Gramenet) va ser una reconversió d'un complex d'elaboració de colorants tèxtils molt important. Produïa una gran varietat d'elements i fins al 31 d'octubre de 1937 s'hi van elaborar: 38.560.000 càpsules per Màuser 7 mm, 837.973 encebs per a mina nº8, 498.013 detonadors per granades de mà "Universal A", 187.465 detonadors espoletes-enceb, mod. 24 R.F., 184.830 espoletes encep model 24 R.F., 120.591 detonadors de granades de mà "Universal A", 96.037 càpsules triples, 87.373 estopins del 7", 73.300 càpsules quíntuples, 59.820 estopins del 10,5 i 15,5, 43.936 espoletes de L.G.1., 27.023 encebs L.G.1. i morter 50 mm, 24.700 estopins model 1986, 23.213 espoletes de 50 mm, 14.627 detonadors, càpsules, enceps i opèrculs d'altres tipus. Per fabricar tot aquest material, la mateixa fàbrica elaborava el fulminat de mercuri, el nitrur de plom i altres pólvores d'alt explosiu i fulminants.[22] Per dins la fàbrica estava totalment equipada amb material fet a Catalunya. Comptava amb 513 treballadors l'octubre del 37 i estava dividida en 13 seccions:[23]

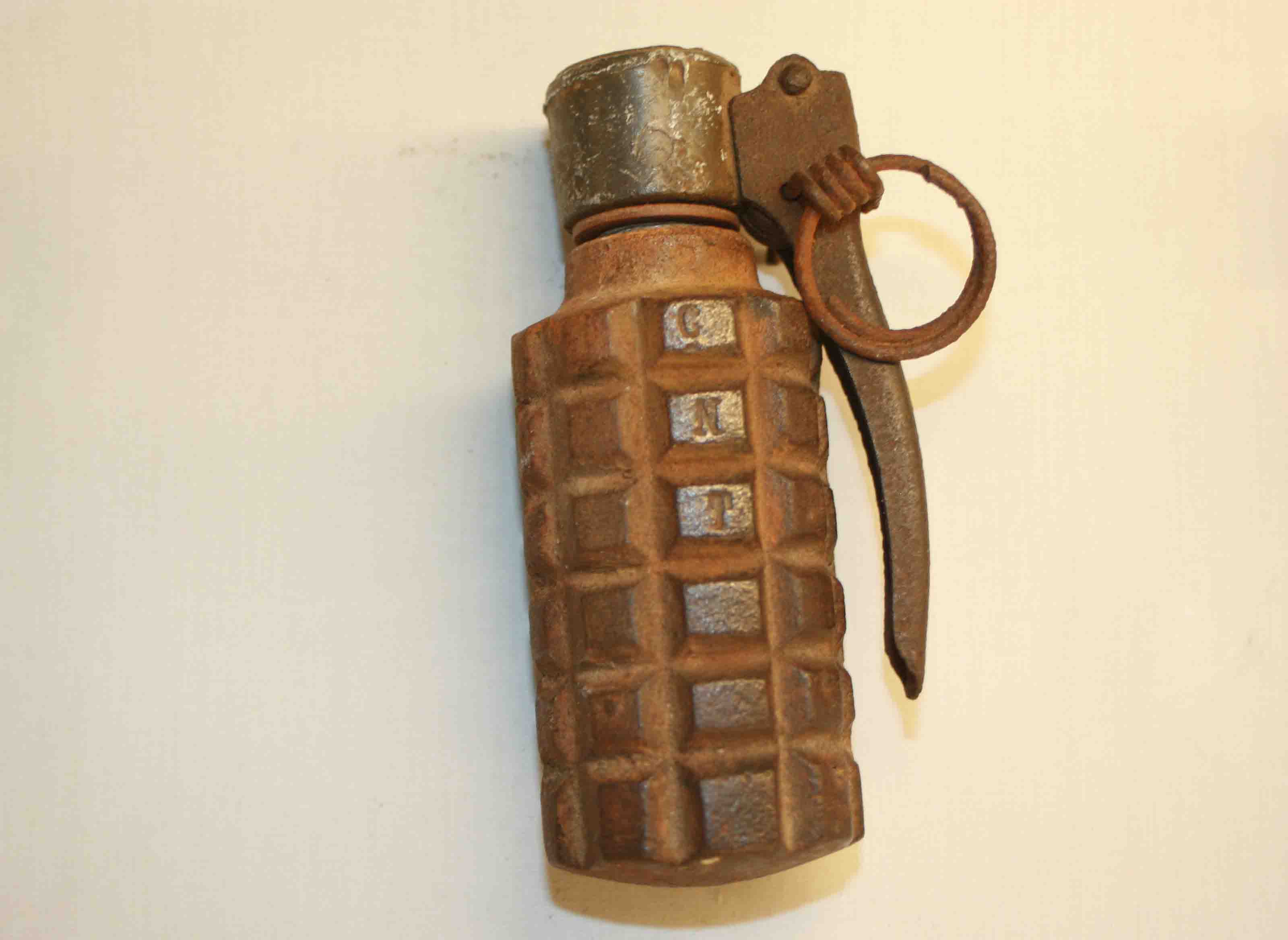
Granada Universal de 6 files, possiblement fabricada a Catalunya, amb les sigles CNT inscrites trobada a la zona on es va desenvolupar la batalla de l'Ebre.

1. Fabricació del fulminant de mercuri.
2. Fabricació de pólvores fulminants.
3. Fabricació de nitrur de plom.
4. Fabricació d'alts explosius.
5. Elaboració i càrrega de càpsules iniciadores de cartutxos Màuser.
6. Emmotllats i comprimits de pólvores i explosius.
7. Confecció i càrrega d'estopins.
8. Confecció i càrrega de detonadors.
9. Càrrega d'espoletes per a projectils de morter.
10. Càrrega d'espoletes d'encep 24 R.F.
11. Càrrega de càpsules iniciadores de les espoletes.
12. Comprovació dels elements metàl·lics.
13. Fusteria i confecció d'utillatge.

A causa de la naturalesa dels productes hi va haver accidents. Concretament, una nau sencera on s'emmagatzemaven enceps per granades va explotar.
- Fàbrica número 12 (F-12). La seva activitat principal era la producció de cartutxeria. Estava ubicada a la carretera de la Jonquera, km 722, de Palau Sacosta (Gironès). Es van confiscar les instal·lacions de l'empresa de taps per ampolles "Tapón Corona Ràpid". Amb 250 operaris, la factoria es va adaptar ràpidament a la producció de cartutxos.

- Fàbrica número 13 (F-13). Era un enorme complex de 20 edificis, alguns molt grans, que s'estava construint per la Generalitat i que s'haurien d'haver dedicat a la producció de pólvora, arribant a subministrar eventualment a tots els fronts de la guerra. A causa de la gran magnitud del projecte no es va arribar a acabar i no va poder produir com s'esperava. Estava situada a la falda del Montseny, a Gualba (Vallès Oriental).[25] El conjunt de gent que s'hi va dedicar fou de 550 persones.

- Fàbrica número 14 (F-14). La seva activitat principal fou, en primer moment, la reparació de fusells i finalment la seva fabricació. Era al Passeig de Sant Joan Bosco, Sarrià (Barcelona). Amb l'esclat de la guerra una de les primeres demandes va ser la de reparació de fusells. A més a més, com que alguns canons estaven mal calibrats se'n van haver de fabricar de nous, barrinant-los i ratllant-los. Aprofitant això, es va decidir acabar de fabricar la resta de peces i començar a fer fusells Màuser totalment nous. La majoria de les peces es feien a diferents tallers, escampats per tot Catalunya, i després s'enviaven a la F-14 per muntar-se. El màxim de producció va arribar a ser de 3.000 fusells al mes fets per 279 treballadors.

- Fàbrica número 15 (F-15). Resultat de l'agrupació de diversos tallers, amb 100 operaris, d'Olot: Can Castañer, Can Ciurana i Can Simón. Es va triar com a administrador l'únic director que tenia estudis universitaris: Ricard Simón Borrell, propietari de Can Simón. Van centrar la seva activitat a la producció d'armes lleugeres, granades i cartutxos. Especialment destacada és la producció del subfusell Labora Fontbernat M-1938, del qual també se'n van fer a Barcelona.[26]

## Condicions laborals
Les condicions laborals dels obrers de la CIG eren heterogènies. En general el sou estava per sobre de la mitjana. Les jornades eren llargues i es tenien poc festius, en alguns casos una tarda a la setmana, que a més a més es podia aprofitar per fer hores extres millor remunerades (fent feines com empaquetar, acabar tasques a mig fer...). Per evitar l'abstenció al lloc de treball per aconseguir pa o altres aliments, que es repartia a fleques o locals on es formaven grans cues, es van donar avantatges pel subministrament d'aliments. A algunes fàbriques es garantia el repartiment de pa o llet per evitar l'aturada de la producció. En alguns casos, sobretot a les indústries químiques, s'ha de destacar que els operaris corrien sovint riscos a causa de mancances en matèria de seguretat al lloc de treball. El tractament dels explosius van provocar diversos morts i ferits.
En el cas masculí, un dels principals al·licients era evitar ser enviat al front a combatre. Tot i això, legalment no estava clar com s'havia de tractar aquests casos i molt sovint els obrers joves van acabar sent enrolats igualment. Aquest també fou un tema de conflicte entre la República i la CIG.

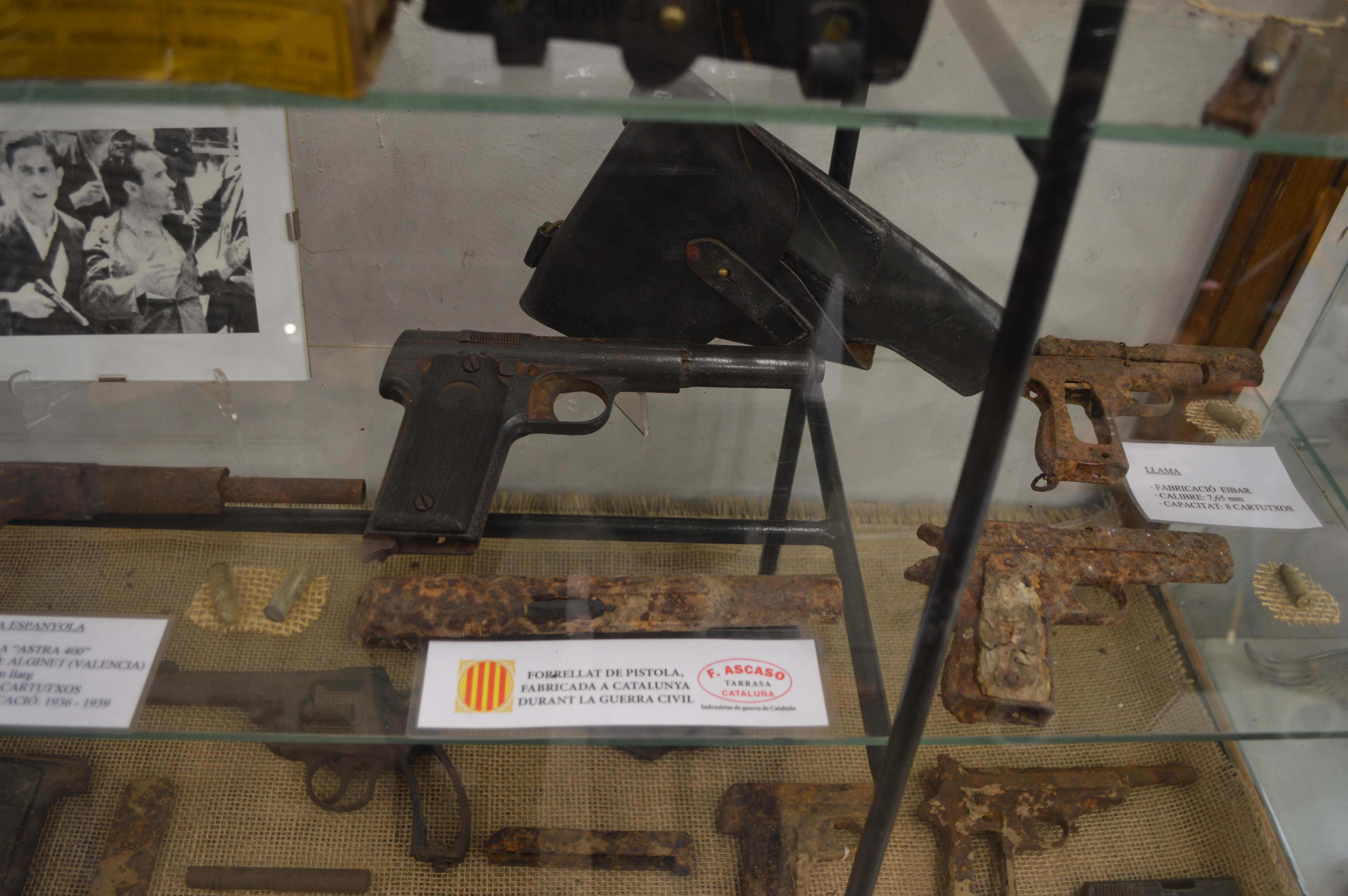
Pistola F. Ascaso fabricada a Terrassa.

## Material
El material bèl·lic produït fins al 30 de setembre de 1937, únicament, per les indústries intervingudes, segons el report d'actuació de Josep Tarradellas va ser el següent:
Granades
- Trencadores de 70 mm: 136.662 unitats
- Trencadores de 75 mm: 387.421
- Trencadores de 105 mm: 69.493
- Trencadores de 155 mm: 21.738
- De metralla de 105 mm: 7.911
- De metralla de 155 mm: 1.187
- De morter de 50 mm: 39.869
- De morter de 81 mm: 54.549

Per produir aquest total de 718.830 es van fondre pràcticament 10.000 tones de ferro.
Bombes d'aviació
- Bombes d'aviació diverses: 52.746

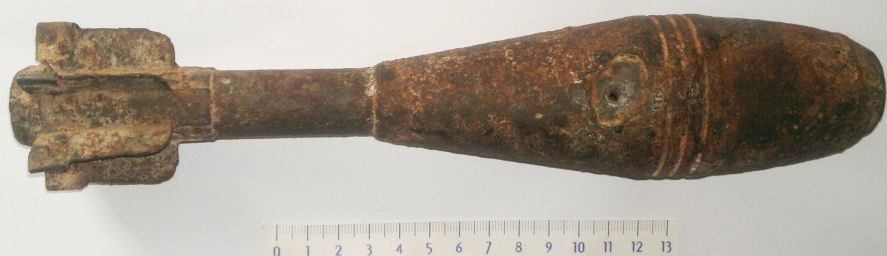
Bomba de morter MLIC Valero mod. 1932, reformada monobloc, de 50 mm. Fabricació republicana (Stoker catalana). Recuperada del fang de la riba sud del riu Ebre, a uns 100 mts del pont de ferrocarril de Garcia.

Per fer-les es van necessitar aproxiamadament 2.500 tones de ferro colat.
Espoletes
- Especials (fins al 31 d'agost de 1937): 96.512
- D'encep: 469.930

En total sumen 566.442 espoletes que es van fabricar fonent i laminant unes 1.200 tones de barra de llautó.
Bales

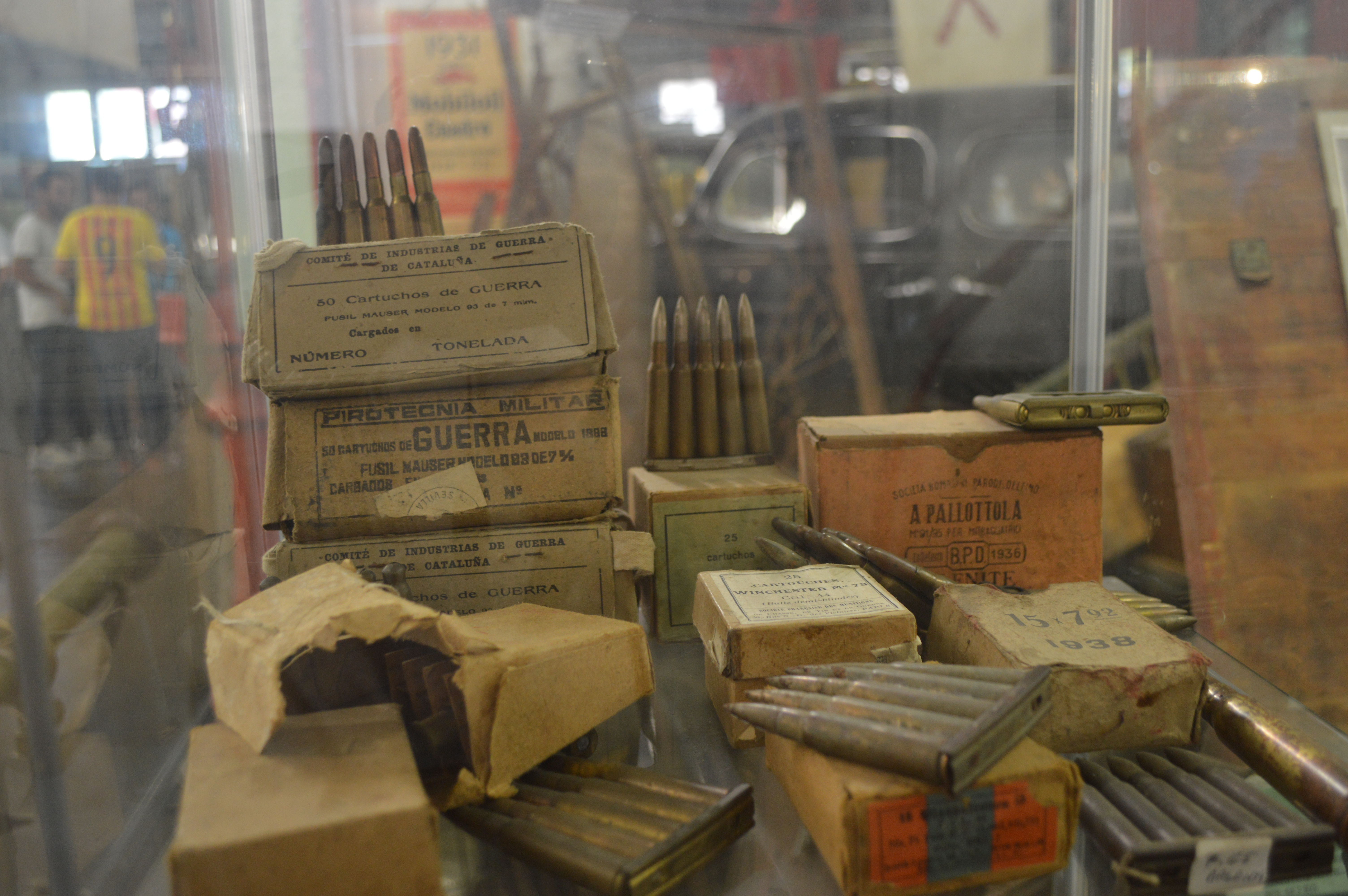
Caixes de 50 cartutxos de munició pel fusell Màuser 93 de 7 mm, fabricats per les indústries de guerra catalanes.

- Bales de fusell Màuser: 71.497.200

Es va requerir 500 tones de plom i 400 tones de llautó per poder-les produir.
- Beines de pistola de 9 mm llarg: 280.000
- Bales de pistola de 9 mm llarg: 324.940

Caretes
- Màscares antigàs: 100.000
- Màscares antigàs civils (en producció): 100.000

Aquestes caretes estaven equipades amb els corresponents filtres. Les versions civils, més senzilles, ja estaven en fases finals de producció.
Transports
- Camions carrosseria de transport: 385
- Camions ambulància: 284
- Camions blindats: 147
- Camions cisterna d'aigua: 142
- Camions tanc de gasolina: 30
- Camions eruga per al remolc de canons: 22
- Altres (camions de desinfecció, camions taller, camions cuina, camions grua...): 105

En total es van produir 1.115 transports.
Altres

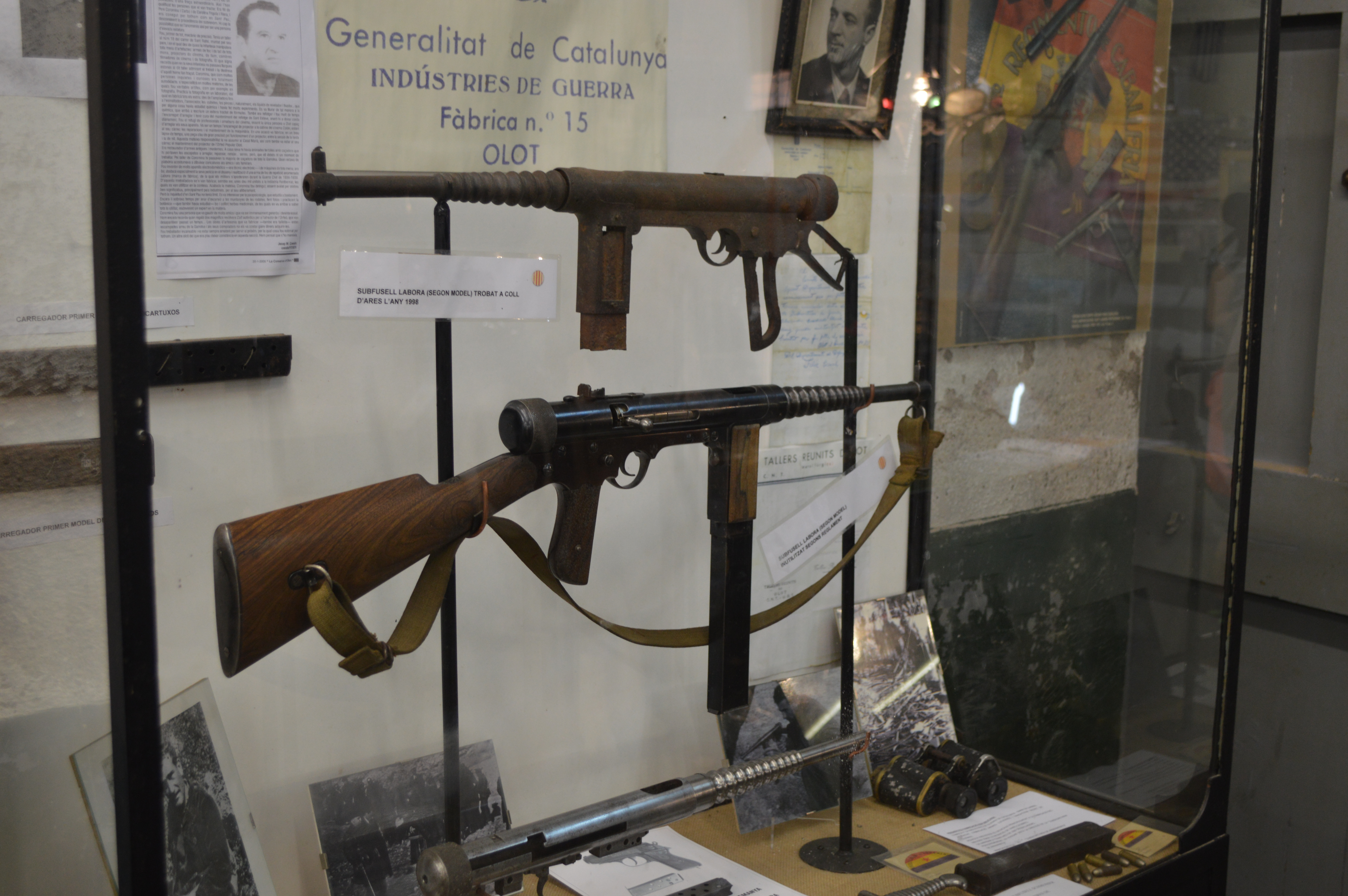
Dos subfusells Labora i el canó d'un Fontbernat.

- Filferro espinós: 18.610.100 metres
- Estaques per a filferro espinós: 419.195 unitats
- Pics de campanya: 53.770
- Pales de campanya: 46.650
- Mànecs per pics: 38.320
- Grampillons per a filferro espinós: 8.316 paquets

També es van produir importants quantitats de maces, destrals, pics, malls, aixades... a Obres i Fortificacions per la construcció d'estructures defensives.

### Innovacions
La CIG va rebre diversos projectes de desenvolupament d'armes totalment noves. Aquestes iniciatives, sovint de caràcter personal o local, anaven des del muntatge de blindats fins a la creació de coets de guerra passant per aparells de radiocontrol. Alguns d'aquests projectes, sota l'empara de la Comissió, van aconseguir tirar endavant, d'altres no van prosperar.

#### Blindats
La fabricació de tancs, que la propaganda sindicalista havia intentat impulsar des de l'inici de la guerra, no havia passat del blindar camions i afegir-los metralladores. Aquests camions blindats, sovint anomenats tiznaos, en una guerra a camp obert tenien poca mobilitat i a més a més solien patir nombrosos avaries a causa del pes afegit. Fins aleshores, deixant de banda els camions blindats, els únics tancs que havien operat a la Guerra Civil espanyola eren d'origen estranger: T-26, Panzer I i L 3/35… Una de les aspiracions de la CIG era la de produir un autèntic tanc propi.
A Catalunya, els únics que tenien l'experiència i capacitat per realitzar un projecte així eren els tallers Benach de Sadurní de Noya (Maquinaria Moderna para Construcciones y Obras Públicas) on abans de la guerra fabricaven maquinària per a construcció i que el 1937 seria rebatejada com Fàbrica Z. Aquest taller, d'uns 75 operaris, ja abans de la guerra havien proposat fabricar un tractor d'artilleria, que no va tirar endavant. Els tractors d'eruga que fabricaven, i servien per treure neu, remoure terra... serien el fonament dels blindats Sadurní, una sèrie de blindats de característiques modernes. Aquests tractors anaven equipats amb motors de 60 cavalls de la marca Hispano Suiza, que s'engegaven amb una manovella, i tenien una tracció per erugues, que podien ser de ferro o cautxú. Amb l'esclat de la guerra van reconvertir parcialment la seva producció a vehicles blindats.
Inicialment van produir tractors blindats d'artilleria i semierugues per al remolc d'avions. Més tard també s'hi repararien tancs soviètics o s'hi farien millores. Però a principis del 1937 es van embarcar a la producció d'un prototip totalment propi de tanc. Estava armat amb una única metralladora Hotchkiss de 7 mm, col·locada a un mantellet semiesfèric, i estava totalment cobert de xapa d'acer. També a la Fàbrica Z es van produir transports blindats de personal basats en el mateix xassís. Aquests blindats tenien una capacitat de transport per uns 6 homes però tenien el sostre descobert a diferència de la variant de tanc.
Aquests blindats, popularment anomenats tanc Sadurní, tot i ser relativament moderns, per culpa de la manca de xapa o d'altres matèries primeres, la lenta producció i la inexistència d'una cadena de subministrament per reparar-los va fer que el govern republicà en desestimés la producció. Es desconeix si els prototips van arribar a entrar en combat o si van ser reconvertits en tractors d'artilleria.

#### Coeteria
Els coets durant la Guerra Civil espanyola es van fer servir, bàsicament, per llançar propaganda sobre l'enemic, il·luminar els camps de batalla de nit o per enviar senyals. Un parell d'iniciatives van intentar donar un ús de combat als coets.
El primer projecte va ser el de Josep Belmonte Cañellas, anomenat Torpede aeri. Aquest guàrdia d'assalt va dissenyar un llançacoets simple que podia disparar un projectil de 70 cm de llargada i 0,5 mm de gruix, amb una punta d'ogiva. A l'interior hi duia una càrrega explosiva de 2 kg amb forma de pinya per provocar més metralla. El coet es propulsaria a uns 700 km/h i tindria un abast d'uns 1.000-4.000 metres, estabilitzat amb unes aletes de 20 cm. A més a més, Belmonte també destaca possibles usos i variants del coet: terrestre, antiaeri, llançacoets múltiple, amb projectils incendiaris...
El 12 de març de 1937 un ofici de la Generalitat enviat al CIG sol·licitava un informe sobre el Torpede aeri. El CIG va acordar comunicar a la Conselleria de Defensa de la Generalitat la voluntat de fer-ne 6 models per provar-ne les capacitats, demanant-ne un motlle a Josep Belmonte. Al final però, l'invent no va prosperar.
El segon projecte de coet el va dur a terme el sindicalista Ramon Angelats. Sabent que els projectils d'artilleria eren molt cars, va decidir buscar una alternativa més barata. Després d'algunes proves Angelats va aconseguir dissenyar un coet amb un abast de 3.000-4.000 metres amb una càrrega explosiva de 4 kg. 24 d'aquestes armes van entrar en combat als fronts d'Aragó i del sud. Tot i que la producció es va fer a Catalunya sembla que la CIG no s'hi va veure involucrada.

#### Ginys no tripulats
A l'Arxiu Montserrat Tarradellas i Macià es conserven imatges del que semblarien un parell de ginys navals no tripulats. El primer sembla que és una petita embarcació, amb formes hidrodinàmiques, que funciona amb un sistema de radiocontrol. A més a més de fotografies de la nau hi ha imatges d'emissors i receptors de vàlvules, motors semblants als servomotors actuals, acumuladors… En conjunt podria ser el sistema de guiatge del giny. Tot això, però, és una hipòtesi, ja que no s'ha trobat cap document que ho corrobori.
L'altre aparell naval no tripulat és el que sembla un blanc mòbil aquàtic. De petites dimensions i amb una forma singular podria servir per fer proves de tir o per fer de blanc fals per a l'enemic.

## Publicacions tècniques
Per detallar els mètodes productius i deixar constància dels èxits, la Comissió va editar disset volums que formaven una col·lecció de publicacions tècniques. En total però, n'hi havia fins a vint-i-vuit. Els títols eren els següents:
| Títol de la publicació                 | Volums | Títol de la publicació           | Volums         |
| -------------------------------------- | ------ | -------------------------------- | -------------- |
| Granades trencadores de 70 mm          | I      | Bombes d'aviació de 70 kg        | XIV            |
| Granades trencadores de 75 mm          | II     | Bombes d'aviació de 250 kg       | XV             |
| Granades trencadores de 105 mm         | III    | Bombes d'aviació de 500 kg       | XVI            |
| Granades trencadores de 155 mm         | IV     | Espoletes per a bombes d'aviació | XVII           |
| Granades de metralla de 105 mm         | V      | Bombes de mà                     | XVIII          |
| Granades de metralla de 155 mm         | VI     | Granades L.G.1                   | XIX            |
| Granades de morter de 50 mm            | VII    | Llançagranades L.G.1.            | XX             |
| Granades de morter de 81 mm            | VIII   | Morter de 50 mm                  | XXI            |
| Granades d'acer de 45 mm, alt explosiu | IX     | Morter de 81 mm                  | XII            |
| Granades antiaèries de 7,65 cm         | X      | Pistola Ascaso                   | XXIII          |
| Espoletes                              | XI     | Pistola metralladora Fontbernat  | XXIV           |
| Cartutxos                              | XII    | Mosquetó Màuser                  | XXV-XXVI-XXVII |
| Bombes d'aviació de 12 kg              | XIII   | Pólvores sense fum               | XXVIII         |

### En preparació
També es van deixar en preparació altres publicacions. Els títols de la llista pendent eren: clorur d'etil, tetraetilat de plom, octanol, pólvores de canó i fusell en les seves diferents característiques, natamita, metxes, càrregues de granades, trinitrotoluol, tetralita, àcid pícric, trinitrotoluè amònic, coets per a senyals, fulminat de mercuri i pólvores fulminants, estopins, detonadors, càrrega d'espoletes, enceps, càpsules, brom, dibromur d'etilè, sodi metàl·lic, monocloronaftalè, etilendiamina, nitrur de plom, carbó actiu, etc.

### Audiovisuals
- Montserrat Besses. Del pintallavis a la bala [Vídeo documental]: La indústria de guerra a Catalunya. Catalunya: Televisió de Catalunya SA, 2007. 1 hora 10 minuts. DVD.